# Metylsalicylat
Metylsalicylat är en ester av salicylsyra och metanol. Den förekommer i många vintergröna växter, därav namnet vintergrönolja.

## Framställning
Tidigare framställdes metylsalicylat från destillat av kvistar från körsbärsbjörk (Betula lenta) eller tuvvaktelbär (också med namnet tebär).
Numera framställs metylsalicylat syntetiskt genom att blanda salicylsyra och metanol.
{\displaystyle {\rm {C_{7}H_{6}O_{3}+CH_{3}OH\rightarrow C_{8}H_{8}O_{3}+H_{2}O}}}

## Användning
Metylsalicylat används i liniment eftersom det både har en behaglig doft och stimulerar blodcirkulationen i kapillärerna. [källa behövs]
Det används också som smakämne i tuggummi och godis eftersom det har en smak som liknar pepparmynta och grönmynta. Det har även en viss antiseptisk effekt varför det även används i munvatten[källa behövs].
Metylsalicylat kan användas för att behandla djur eller organ som ska konserveras i formaldehyd för forsknings- eller undervisningsändamål. Det kan nämligen laka ur färgämnen ur vävnad och göra den delvis genomskinlig. Effekten blir ännu tydligare om djuret innan har blivit behandlat med metylenblått för att få skelettet att framträda tydligare.